# آبشار هوکا
آبشار هوکا (به انگلیسی: Huka Falls) آبشاری است که در نیوزیلند واقع شده و ارتفاع کلی ریزشگاه آن ۱۵ متر است.

## نگارخانه

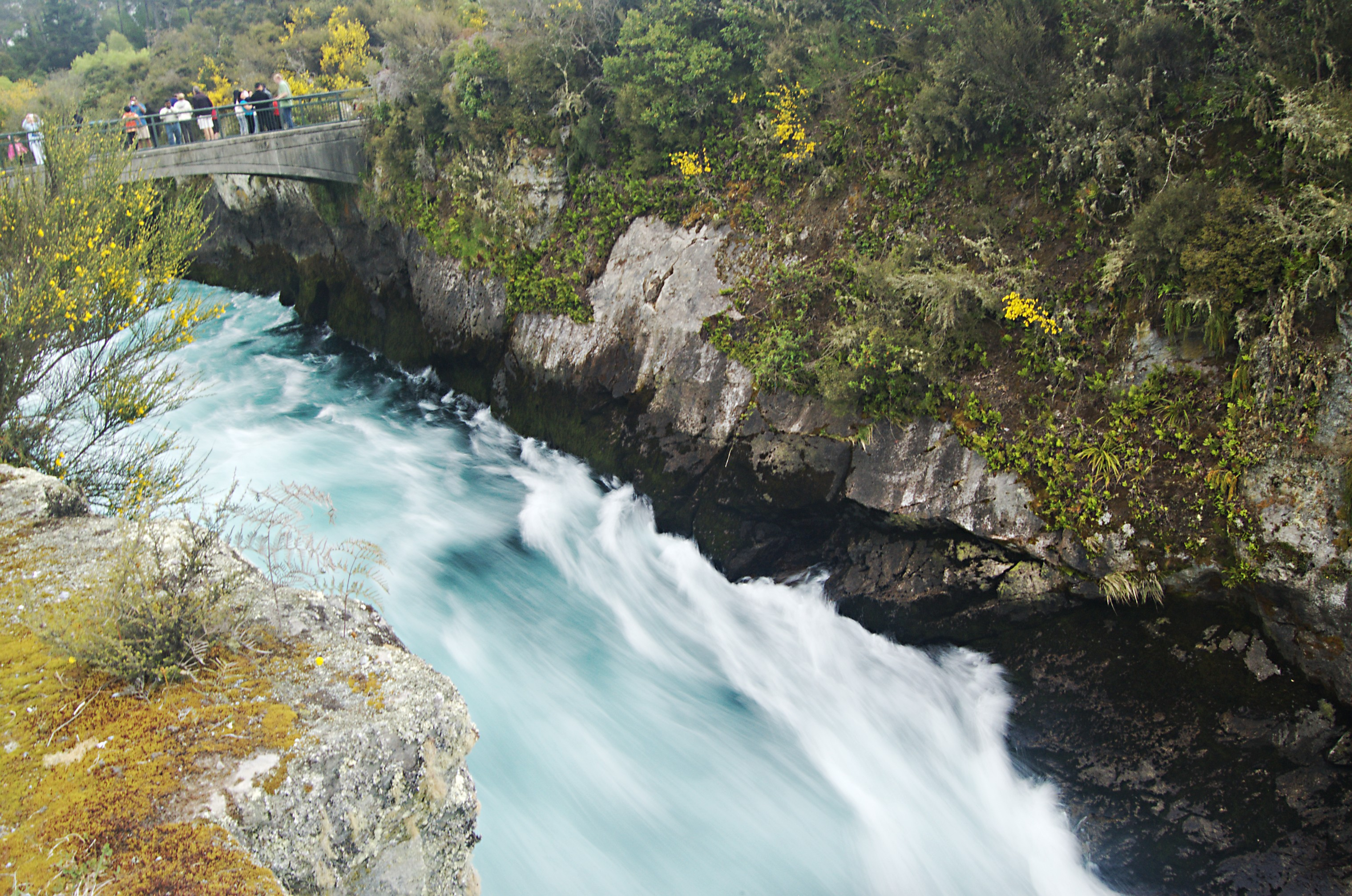
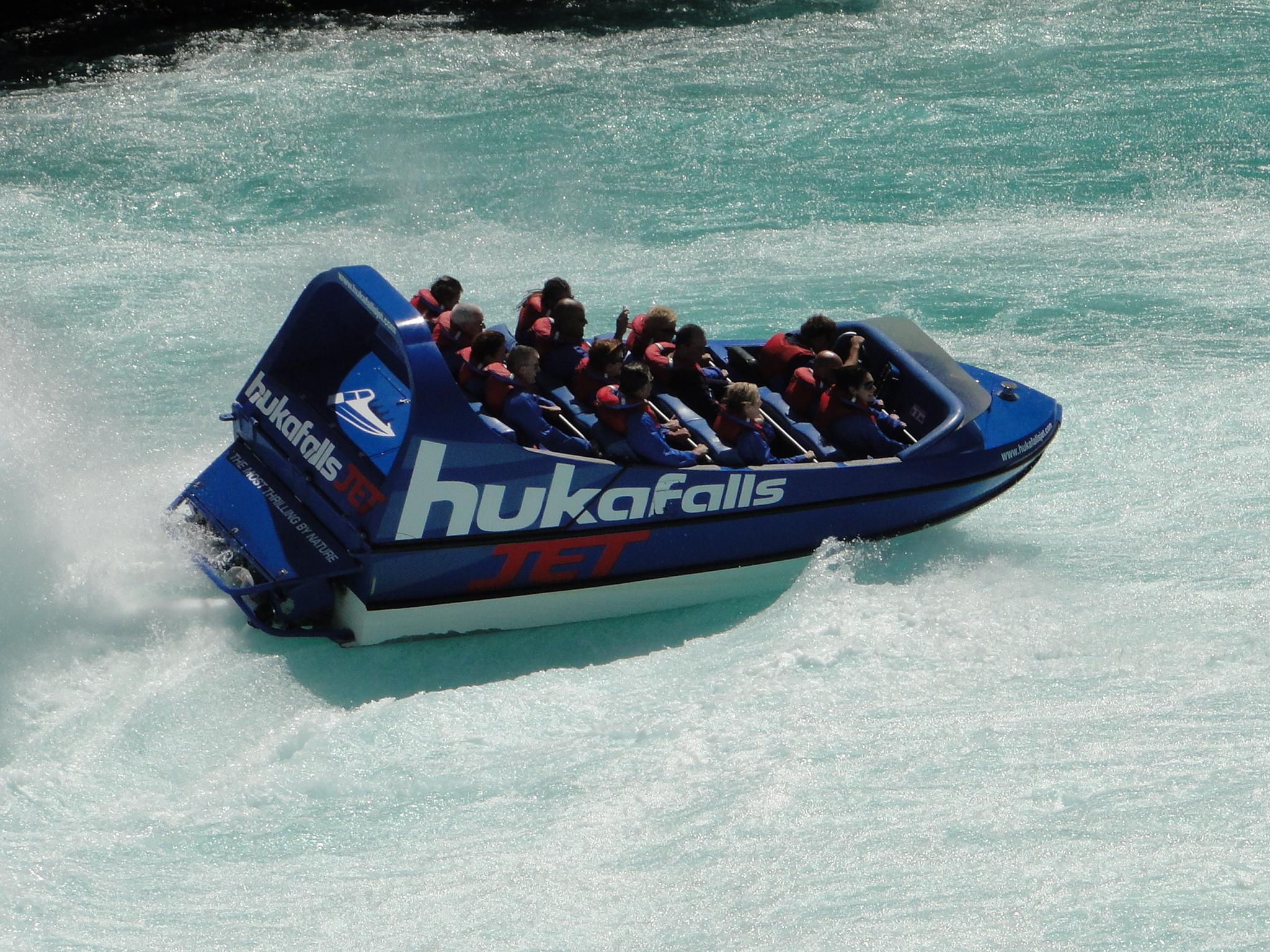
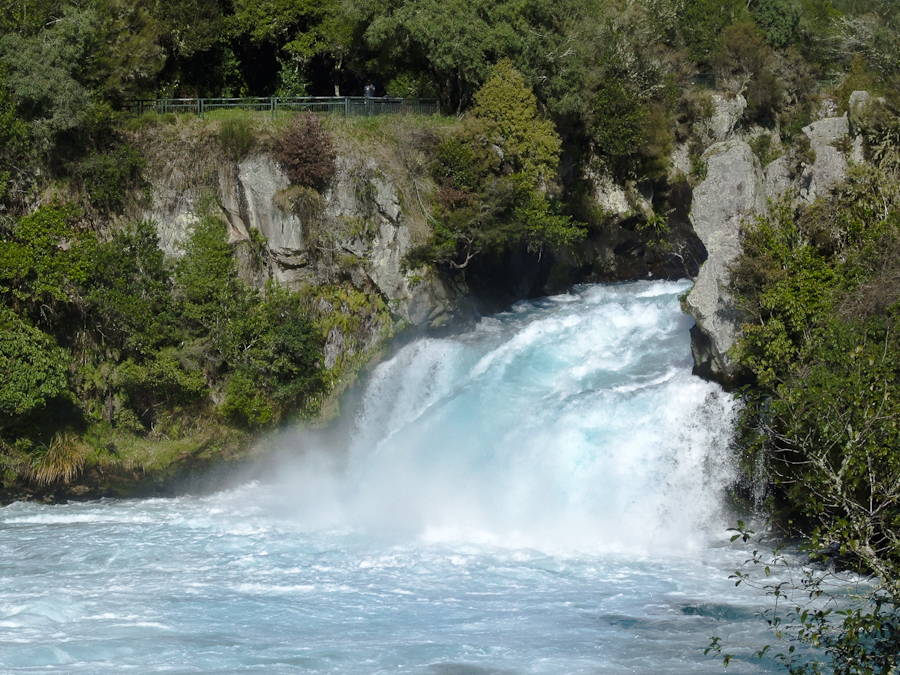